# Kirizestom Ntambi
Kirizestom Ntambi (Kampala, 27 giugno 1992) è un ex calciatore ugandese, di ruolo centrocampista.

## Carriera

### Club
Inizia a giocare nel Villa, nel 2010 firma un contratto con l'Express. L'anno successivo, passa ai vietnamiti dello Xuân Thành. Nello stesso anno si trasferisce al Navibank Sài Gòn. Quindi gioca nell'An Giang per due stagioni (2012 e 2013). Nel 2014, ritorna in patria come svincolato al Villa, qui ivi rimane fino al 2015, quando si trasferisce in Sudafrica al Vasco da Gama. Nel 2016, si trasferisce in Etiopia al Jimma Aba Buna, e l'anno successivo all'Ethiopian Coffee. Nel 2019, fa ancora una volta ritorno in patria, firmando un contratto con il Wakiso Giants.

### Nazionale
Con la nazionale ugandese ha giocato 5 partite tra il 2015 e il 2019.

## Statistiche

### Cronologia presenze e reti in nazionale
| Cronologia completa delle presenze e delle reti in nazionale ― Uganda | Cronologia completa delle presenze e delle reti in nazionale ― Uganda | Cronologia completa delle presenze e delle reti in nazionale ― Uganda | Cronologia completa delle presenze e delle reti in nazionale ― Uganda | Cronologia completa delle presenze e delle reti in nazionale ― Uganda | Cronologia completa delle presenze e delle reti in nazionale ― Uganda | Cronologia completa delle presenze e delle reti in nazionale ― Uganda | Cronologia completa delle presenze e delle reti in nazionale ― Uganda |
| Data                                                                  | Città                                                                 | In casa                                                               | Risultato                                                             | Ospiti                                                                | Competizione                                                          | Reti                                                                  | Note                                                                  |
| --------------------------------------------------------------------- | --------------------------------------------------------------------- | --------------------------------------------------------------------- | --------------------------------------------------------------------- | --------------------------------------------------------------------- | --------------------------------------------------------------------- | --------------------------------------------------------------------- | --------------------------------------------------------------------- |
| 25-3-2015                                                             | Uyo                                                                   | Nigeria                                                               | 0 – 1                                                                 | Uganda                                                                | Amichevole                                                            | -                                                                     | 90+4’                                                                 |
| 23-3-2017                                                             | Machakos                                                              | Kenya                                                                 | 1 – 1                                                                 | Uganda                                                                | Amichevole                                                            | -                                                                     | 65’                                                                   |
| 3-6-2017                                                              | Addis Abeba                                                           | Etiopia                                                               | 0 – 0                                                                 | Uganda                                                                | Amichevole                                                            | -                                                                     | ?’                                                                    |
| 24-3-2019                                                             | Dar es Salaam                                                         | Tanzania                                                              | 3 – 0                                                                 | Uganda                                                                | Qual. Coppa d'Africa 2019                                             | -                                                                     |                                                                       |
| 13-10-2019                                                            | Bahar Dar                                                             | Etiopia                                                               | 0 – 1                                                                 | Uganda                                                                | Amichevole                                                            | -                                                                     | 34’                                                                   |
| Totale                                                                |                                                                       | Presenze                                                              | 5                                                                     |                                                                       | Reti                                                                  | 0                                                                     |                                                                       |